# 解放街道 (梅河口市)
解放街道，是中华人民共和国吉林省通化市梅河口市下辖的一个乡镇级行政单位。

## 行政区划
解放街道下辖以下地区：
园林社区、电厂社区、育才社区、站前社区、季家村和新城村。